# Сварщик

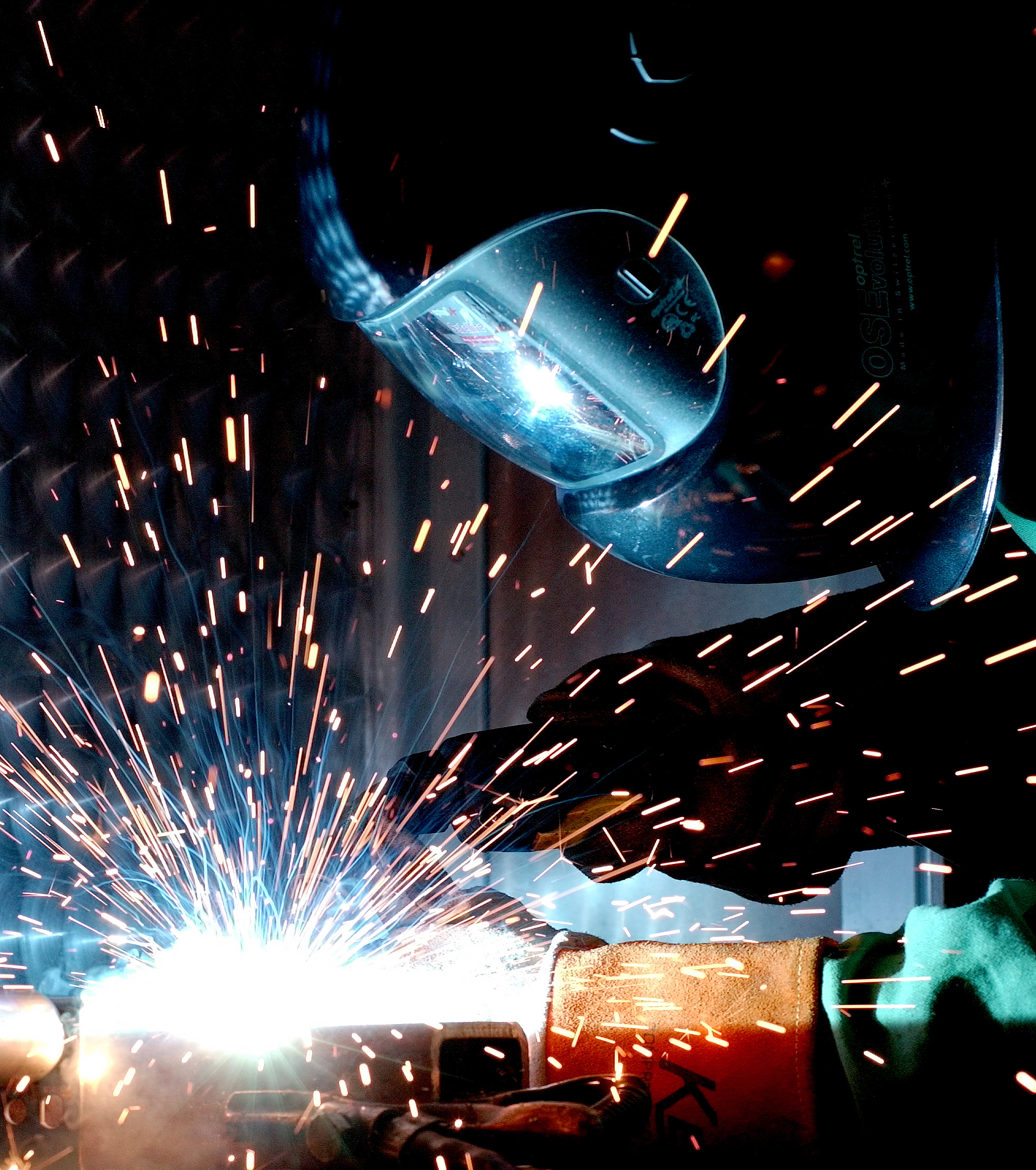
Сварщик

Сварщик — рабочий-специалист, занимающийся сваркой металлов.
В 2015 году профессия сварщик была внесена Министерством труда Российской Федерации в список 50 наиболее перспективных и востребованных профессий, требующих среднего профессионального образования.

## Специализации сварщиков

### Сварщик на машинах контактной (прессовой) сварки

#### Профессиональные функции
К профессиональным функциям сварщика на машинах контактной (прессовой) сварки 4-го разряда относятся:
- Сварка на контактных и точечных машинах изделий, узлов, конструкций, трубопроводов и ёмкостей из различных сталей, цветных металлов, сплавов и неметаллических материалов. Сварка трением составного режущего инструмента.[2]

#### Профессиональный инструмент и оборудование

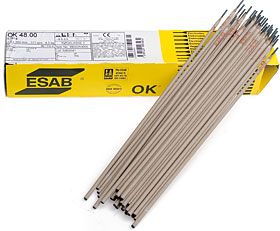
Сварочные электроды марки ESAB OK 48.00

- Сварочные электроды — металлический или неметаллический стержень из электропроводного материала, предназначенный для подвода тока к свариваемому изделию. Сварочные электроды делятся на плавящиеся и неплавящиеся. Неплавящиеся электроды изготовляют из тугоплавких материалов, таких как вольфрам по ГОСТ 23949-80[3] «Электроды вольфрамовые сварочные неплавящиеся», синтетический графит или электротехнический уголь. Плавящиеся электроды изготавливают из сварочной проволоки, которая согласно ГОСТ 2246—70[4] разделяется на углеродистую, легированную и высоколегированную[5]. Поверх металлического стержня методом опрессовки под давлением наносят слой защитного покрытия. Роль покрытия заключается в металлургической обработке сварочной ванны, защите её от атмосферного воздействия и обеспечении более устойчивого горения дуги.
- Сварочные аппараты, сварочные полуавтоматы, выпрямители.

### Сварщик на диффузионно-сварочных установках

#### Профессиональные функции
К профессиональным функциям сварщика на диффузионно-сварочных установках 6-го разряда относятся:
- Сварка на многокамерных диффузионно-сварочных установках опытных, дорогостоящих, уникальных узлов и деталей из металлов и сплавов в различных сочетаниях, подвергающихся специспытаниям. Сварка в специальных печах конструкций типа сотовых панелей с заполнителем площадью свыше 1,7 м². Производство работ по насыщению металлических материалов азотом в специальной оснастке.[2]

### Сварщик на электронно-лучевых сварочных установках

#### Профессиональные функции
К профессиональным функциям сварщика на электронно-лучевых сварочных установках 6-го разряда относятся:
- Сварка электронно-лучевая в вакууме дорогостоящих узлов и деталей из спецсплавов. Сварка сложных узлов и деталей, сварка изделий с ограниченной степенью нагрева. Сварка малогабаритных и миниатюрных изделий. Сварка изделий, предназначенных для работы в условиях ударной и вибрационной нагрузок. Обслуживание высоковакуумных систем с автоматическим управлением или с непрерывным циклом производства. Сварка металлов и сплавов в различных сочетаниях при толщине металла до 0,8 мм. Непрерывный контроль процесса откачки по показаниям приборов и управление процессом сварки. Получение оптимальных параметров электронного пучка и их изменения с целью получения оптимального сечения швов.[2]

### Сварщик термитной сварки

#### Профессиональные функции
К профессиональным функциям сварщика термитной сварки 2-го разряда относятся:
- Термитная сварка деталей различной сложности. Установка и выверка пресса, правка свариваемых поверхностей, установка и обмазка форм. Набивка форм, выемка моделей и сушка форм. Приготовление смеси для тиглей, их изготовление и обжигание. Подогрев свариваемых поверхностей бензоаппаратом и жаровней. Просеивание вручную или на сеялке и дробление на дробильной машине компонентов термита, перемешивание их, упаковка и укладка порциями. Обрубка металла после сварки. Регулирование работы вентиляционной установки. Смазка механизмов.[2]

### Газосварщик

#### Профессиональные функции
К профессиональным функциям газосварщика 6-го разряда относятся:
- Газовая сварка сложных деталей, узлов механизмов, конструкций и трубопроводов из высокоуглеродистых, легированных, специальных и коррозионностойких сталей, чугуна, цветных металлов и сплавов, предназначенных для работы под динамическими и вибрационными нагрузками и под высоким давлением. Резка металла газовым резаком. Наплавление твердыми сплавами сложных деталей, узлов, конструкций и механизмов.[2]

### Электрогазосварщик

#### Профессиональные функции
К профессиональным функциям электрогазосварщика 6-го разряда относятся:
- Ручная дуговая, плазменная, дуговая сварка в защитных газах и газовая сварка особо сложных аппаратов, деталей, узлов, конструкций и трубопроводов из различных сталей, чугуна, цветных металлов и сплавов, предназначенных для работы под динамическими и вибрационными нагрузками и под высоким давлением. Ручная дуговая и газоэлектрическая сварка строительных и технологических конструкций, работающих под динамическими и вибрационными нагрузками, и конструкций сложной конфигурации. Автоматическая сварка различных конструкций из легированных специальных сталей, титановых и других сплавов на автоматах специальной конструкции, многодуговых, многоэлектродных автоматах и автоматах, оснащенных телевизионными, фотоэлектронными и другими специальными устройствами, на автоматических манипуляторах (роботах). Механизированная сварка аппаратов, узлов, конструкций трубопроводов, строительных и технологических конструкций, работающих под динамическими и вибрационными нагрузками, при выполнении сварных швов в потолочном положении и на вертикальной плоскости. Сварка экспериментальных конструкций из металлов и сплавов с ограниченной свариваемостью, а также из титана и титановых сплавов. Сварка сложных конструкций в блочном исполнении во всех пространственных положениях сварного шва.[2]

### Газорезчик

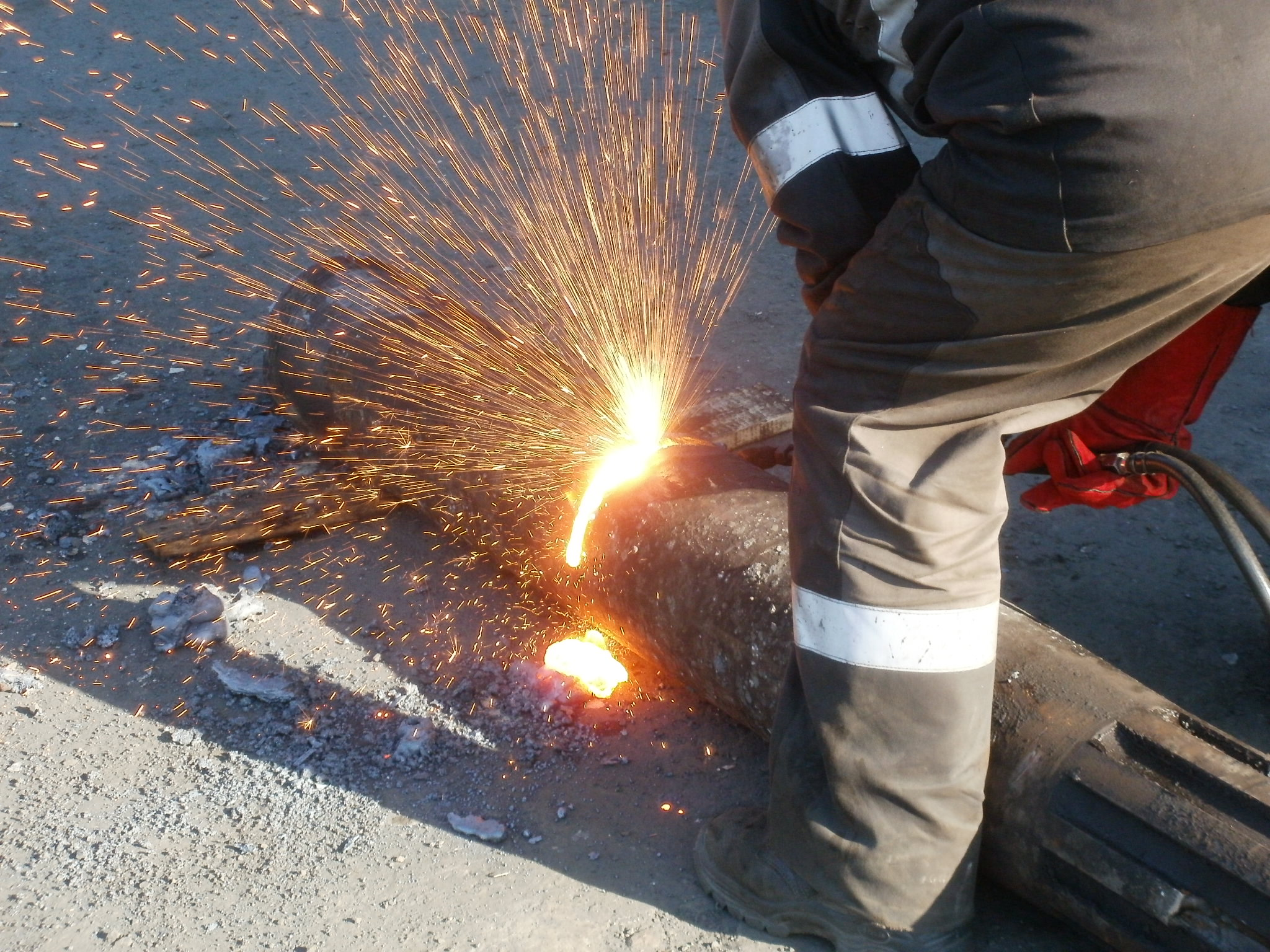
Резка газовым резаком приводного вала экскаватора для сдачи его в металлолом.

#### Профессиональные функции
Ручная кислородная резка и резка бензорезательными и керосинорезательными аппаратами стального легковесного лома. Подготовка отливок к резке, зачистка от пригара, прибылей и литников и укладка их под резку. Зарядка и разрядка газогенераторной установки. Кислородно — флюсовая резка деталей из высокохромистых и хромоникелевых сталей и чугуна. Газовая резка судовых объектов на плаву. Резка прибылей и литников у отливок, имеющих несколько разъемов и открытых стержневых знаков.
Сварщик должен знать устройство обслуживаемых стационарных и переносных кислородных и плазменно-дуговых машин, газовых резаков и генераторов различных систем; устройство специальных приспособлений; свойства металлов и сплавов, подвергаемых резке; требования, предъявляемые к копирам при машинной фигурной резке, и правила работы с ними; допуски на точность при газовой резке и строгании; наиболее выгодные соотношения между толщиной металла, номером мундштука и давлением кислорода; режим резки и расхода газа при кислородной и газоэлектрической резке.

## Правила безопасности
К электросварочным, газосварочным работам допускаются лица не моложе 18 лет, прошедшие специальную подготовку и проверку теоретических знаний, практических навыков, знаний инструкций по охране труда и правил пожарной безопасности и имеющие «Удостоверение сварщика», запись в квалификационном удостоверении о допуске к выполнению специальных работ и специальный талон по технике пожарной безопасности.

## Профессиональные заболевания
Воздействие на сварщика ультрафиолетового излучения, высокой температуры, вредных газов может привести к заболеваниям:
- Электроофтальмия
- Пневмокониоз
- Силикоз
- Нейротоксикоз (интоксикация марганцем)
- Пневмокониоз электросварщиков
- Профессиональная экзема
- Пылевой бронхит
- Бронхиальная астма

## Известные сварщики
Большой вклад в теорию сварки и её применение внесли:
- Николай Николаевич Бенардос (1842—1905) — российский изобретатель, один из создателей дуговой электросварки металлов неплавящимся электродом.
- Николай Гаврилович Славянов (1854—1897) — российский изобретатель дуговой электросварки металлов плавящимся электродом.
- Лука Иванович Борчанинов (1837—1905) — рабочий, один из первых сварщиков в России, работал под руководством Н. Г. Славянова.
- Евгений Оскарович Патон (1870—1953) — советский учёный-механик и инженер, работавший в области сварки, мостостроения и строительной механики.
- Борис Евгеньевич Патон (1918—2020) — советский учёный в области металлургии и сварки.
- Валерий Николаевич Кубасов (1935—2014) — советский космонавт, первым в мире провёл сварочные работы в космосе.
- Лёвен, Стефан — бывший премьер-министр Швеции

## Память
- Памятник в Покровском районе города Кривой Рог, авторства скульптора Александра Васякина[7];
- Памятник в Металлургическом районе города Кривой Рог[8].